# Léopold Sédar Senghor
Léopold Sédar Senghor (Joal, Senegal, 9 de octubre de 1906 - Verson, 20 de diciembre de 2001) fue un poeta y político senegalés que llegó a la jefatura del Estado de Senegal. Además, fue catedrático de Gramática, ensayista, y miembro de la Academia francesa.

## Biografía
Senghor nació en Dyilor, pueblo de la provincia de Joal, antigua África Occidental Francesa, en 1906. de familia acomodada de la etnia sérère recibió una educación católica. Aprobó el bachiller en el Liceo Van Vollenhonven en 1928. En este mismo año llega a París con una media beca para estudiar en el Liceo Louis-Le-Grand. Se licenció en 1933. Allí frecuentó la compañía de Paul Guth, Henri Queffélec, Robert Verdier y Georges Pompidou. En este entorno encontró por primera vez a Aimé Césaire, íntimo amigo.
Tras obtener el título de licenciado en letras ingresa en La Sorbona para realizar su tesis doctoral, llamada Las formas verbales en las lenguas del grupo guineano-senegalés (sérerè, peul, wolof y dyola).

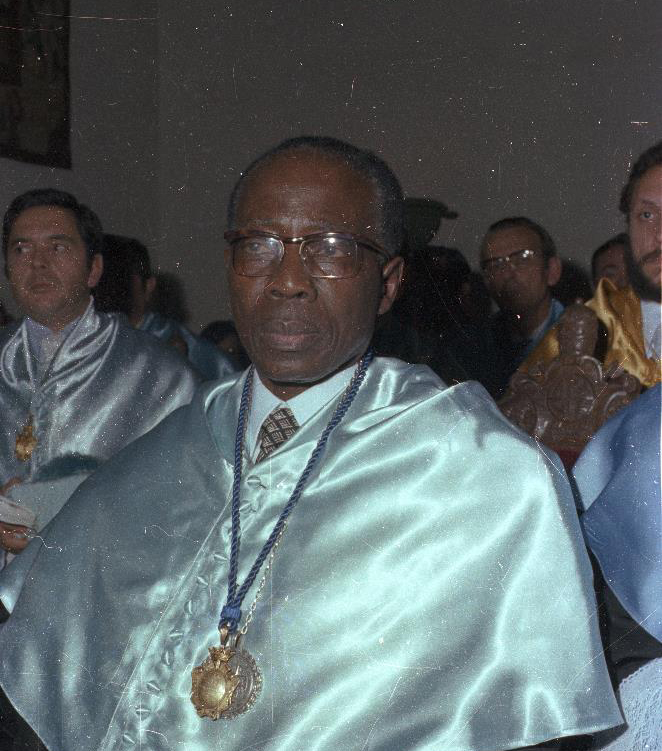
Léopold Sédar Senghor recibiendo el doctorado honoris causa por la Universidad de Salamanca.

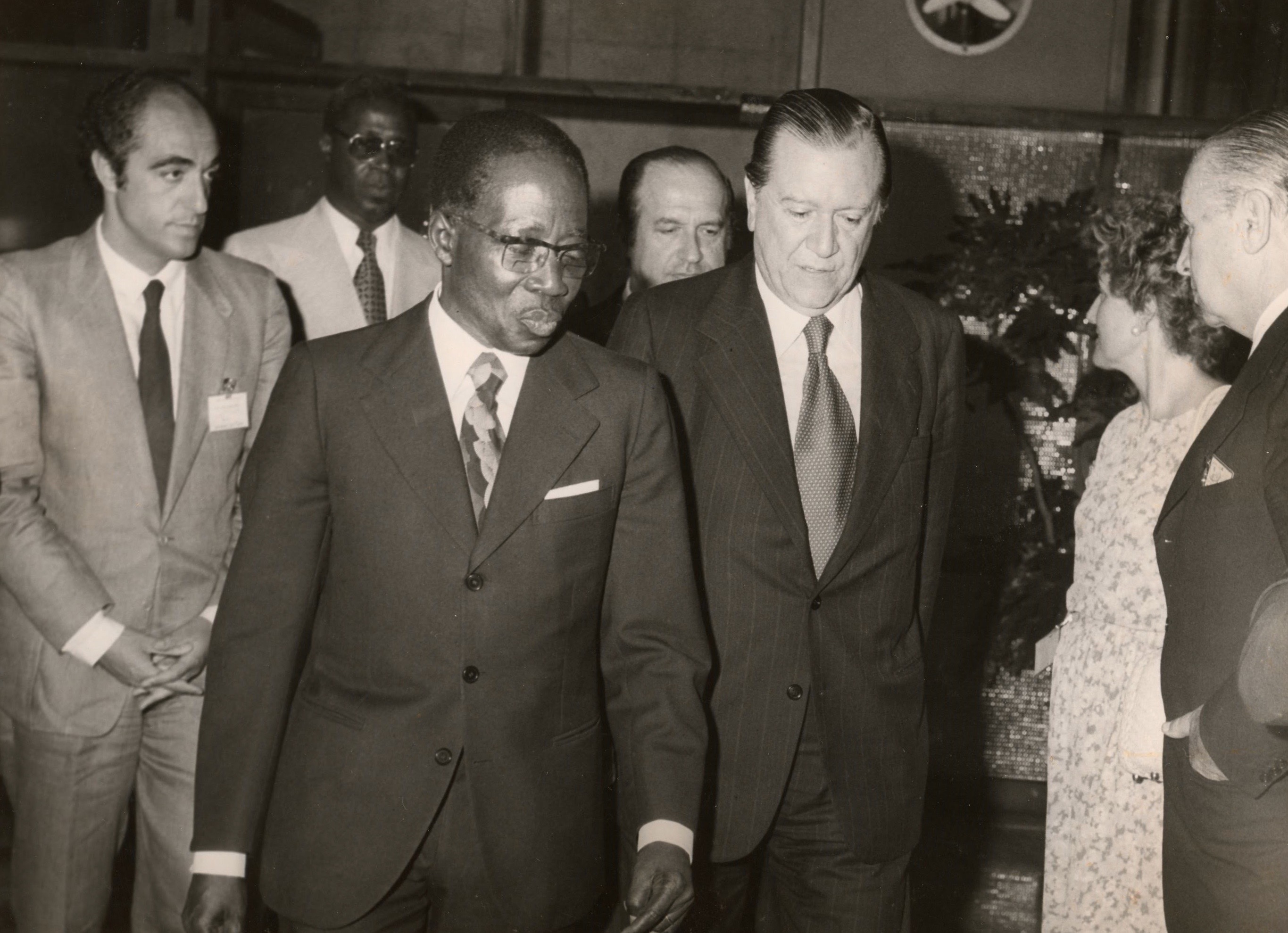
Sédar Senghor junto al expresidente venezolano Rafael Caldera, durante la cumbre mundial de la FAO sobre Reforma Agraria. Roma, 1979.

Durante su época de estudiante creó, junto al martiniqués Aimé Césaire y al guayanés Léon Gontran Damas, la revista L'Etudiant noir, en 1934. En esas páginas expresó por primera vez su concepto de la negritud, noción introducida por Aimé Césaire, en un texto titulado «Négrerie». 
En 1935 aprueba las prestigiosas oposiciones llamadas Agrégation para la sección de gramática siendo el primer profesor de gramática en Francia de tan alto nivel de origen negro-africano.
Es profesor de literatura desde 1935 en el instituto Descartes de Tours, a la vez ingresa para realizar su servicio militar hasta 1938 como soldado de infantería sirviendo a Francia.
Con la llegada de la II Guerra Mundial es reclutado como soldado raso y en 1940 cae prisionero alemán en la Charité-sur-Loire. Es puesto en libertad por motivos médicos en 1942.
Tras el final de la IIGM Senghor se involucra activamente en la política afiliándose al partido socialista francés y rehuyendo la vía marxista. Llega a Dakar a principios de agosto de 1945 tras años sin pisar su tierra natal para afianzar su papel como político, y así poder erigirse como representante de las Cortes Constituyentes de Francia. De esta asamblea saldrá como resultado la constitución la IV República Francesa. En ella se plantea una administración donde todas las colonias tengan representación territorial en el parlamento galo y que se extienda la ciudadanía a todos, sin importar etnia, clase social ni religión
Mientras representaba a Senegal en la Asamblea nacional francesa, junto a Lamine Guèye (también socialista, pero que votó contra la huelga de ferroviarios de la línea Dakar-Níger que paralizó la colonia), él la apoyó, y consiguió con ello una enorme popularidad. Envalentonado con su éxito, el año siguiente dejó la sección africana del SFIO francés, funda en 1948 el Bloque Democrático Senegalés (B.D.S.), partido de izquierdas, con el objetivo de unificar a los senegaleses bajo su sentimiento de identidad africana y gana las elecciones parlamentarias de Senegal de 1951.
Dentro de su labor política funda en la década de los cincuenta la Escuela Superior de Artes de Dakar, así como el instituto de estudios superiores de Dakar en 1952, convirtiéndose en la universidad pública del futuro país ya en 1957 (López Carreño). 
En este contexto llegan las elecciones de 1957. De nuevo se presentan dos partidos, gana el B.D.S. de Senghor frente al ya citado Partido Socialista con L. Guèye. Tras pasar por las urnas Senghor, que no se presentó directamente al ser parlamentarista en Francia, opta por los nombramientos personales, como el caso de su número dos, Mamadou Dia, economista senegalés al que situará como primer ministro, y él mientras mantenía su puesto de diputado de Senegal jugaba un papel muy importante dentro de la política regional del futuro país. Tras la apabullante derrota de L. Guèye ambos partidos se funden en uno solo, desapareciendo así toda forma de oposición al B.D.S. Crea el Partido Socialista pasaría a llamarse U.P.S. (Unión Progresista Senegalesa), única fuerza política de Senegal, de claro corte independentista se reagrupó a su vez en el P.R.A. (Parti du Regroupement Africain), cuyo objetivo primordial era alcanzar la autonomía de África.
En 1958 Francia plantea una nueva constitución, votada por referéndum en septiembre de 1958, establece nuevas bases para las relaciones entre Francia y los Territorios de Ultramar. De esta forma se aprobaría la V República Francesa con una relación más abierta con sus antiguas colonias y la aceptación de su independencia. Senghor, en este contexto opta por su vía universalista, es uno de los impulsores de la Federación de Malí junto a Modibo Keïta y llegó a la presidencia de la Asamblea Federal. Tras el desmembramiento de la Federación de Malí y la independencia de Senegal en agosto de 1960, se convirtió en el primer presidente de la República de Senegal. Bajo el régimen de partido único ganaría las elecciones de 1966, 1973 y 1978.
En tanto aumentaba su responsabilidad en el nuevo estado más se tensaban las relaciones con su número dos, Mamadou Dia, primer ministro. De forma paralela en el ámbito internacional las relaciones con Malí y Senegal se irán tensando por su acercamiento al ámbito soviético. Senghor opta por la política de la «tercera vía», entendida como política africana que no se caracteriza por el individualismo capitalismo ni el totalitarismo soviético.
A la par a su ascenso político se producía el literario, con la edición de sus obras Liberté, momento en que veían la luz como cuerpo ideológico del autor. Senegal es admitido como miembro de las Naciones Unidas el 28 de septiembre de 1960 y entra completamente en 1962. Su constitución, de 1963, recoge que «La República del Senegal no escatimará esfuerzo alguno por lograr la unidad africana», vemos aquí las ideas internacionalistas de Senghor.
La política cultural y educativa de Senghor cosechó éxitos de escolarización basada en la defensa del francés. Defenderá la educación basada en la libertad, igualdad y fraternidad, valores que tanto reivindicaba para las antiguas colonias. Hará un gran esfuerzo económico para mejorar la sanidad y educación concebida como movilidad social y cultura. En su política de expansión de la negritud promovió las actividades culturales entre adultos y la creación del Hogar de la Presencia Africana (1962). En 1966 Dakar acoge el primer Festival Mundial de las Artes Negras. Es concebido dentro de la construcción senghoriana de la negritud como nexo de identidad panafricana.
En 1970, dentro de la política de relaciones exteriores, se celebró en Niamey un encuentro entre los líderes de Camboya, Líbano, Níger, Senegal y Túnez para afianzar sus lazos entre países de lengua oficial francés -no de lengua materna- e impulsar políticas para favorecer el uso de la lengua común no solo en las relaciones y la unión cultural entre estados, también dentro de sus territorios con fines de mejorar sus economías y demás política. El resultado de estas reuniones de cooperación fue la a creación de la Francofonía. 
En 1977, año antes de la reelección -cuasi automática- Senghor defiende la libertad de prensa en Senegal y admite la aparición de nuevos partidos, en concreto 3: el Partido Democrático Senegalés (P.D.S.), el Partido Africano de la Independencia (P.A.I.) y el Reagrupamiento Nacional Democrático (R.N.D.). Abrirá paulatinamente su régimen hasta su dimisión en 1980 sin elecciones anticipadas, dejando la presidencia en manos del recién nombrado primer ministro, Abdou Diouf, con la idea de no ocasionar una ruptura traumática al país después de veinte años de gobierno personal e ininterrumpido.
Tras retirarse se dedicó fundamentalmente a su labor literaria. Pasó los últimos años de su existencia junto a su esposa, en Verson, Normandía. Sus restos descansan junto a ella en Senegal, donde ambos gozaron de un funeral con honores de estado.

## Trayectoria literaria. Premios y distinciones
Su poesía, esencialmente simbolista, fundada en el canto de la palabra encantatoria, se construye sobre la esperanza de crear una «civilización de lo universal» que una las tradiciones por encima de sus diferencias y la igualdad dentro de la diversidad. Senghor opinaba que el lenguaje simbólico de la poesía podía constituir la base de este proyecto. en 1980 recibe el doctorado honoris causa por La Sorbona y el 2 de junio de 1983 fue elegido miembro la Academia francesa.
Senghor recibió varios honores a lo largo de su vida. Fue nombrado Grand-Croix de la Légion d'honneur, Grand-Croix de l'Ordre national du Mérite, y Comandante de las Artes y las Letras. También recibió la Gran Cruz de l'Ordre du lion du Sénégal. Sus hazañas de guerra le valieron la medalla de Reconocimiento Franco-aliado y la Cruz Combatiente 1939-1945. En 1971 recibió la medalla conmemorativa del 2500º aniversario de la fundación del Imperio Persa. Fue nombrado doctor honoris causa en treinta y siete universidades, donde destacan, por ejemplo, la Universidad de Salamanca, la Universidad de Viena, la Universidad de Montreal, o la Universidad de Évora.
Poesía
- Cantos de sombra (1945)
- Hostias negras (1948)
- Cantos para Naëtt (1949)
- Etiópicas (1956)
- Nocturnas (1961)
- Letras de invierno (1973)
- Elegías mayores (1979)
- Obra poética (1990)

Textos políticos
- Pierre Teilhard de Chardin y la política africana (1962)
- Libertad 1: Negritud y humanismo (1964)
- Libertad 2: Nación y vía africana al socialismo (1971)
- Libertad 3: Negritud y civilización de lo universal (1977)
- Libertad 4: Socialismo y planificación, discursos, conferencias (1983)
- Libertad 5: diálogos de las culturas (1992)
- Lo que yo creo: negritud, francofonía y la civilización de lo universal (1988)

Crítica y colaboraciones
- Los escritos más bellos de la Unión Francesa -colaboración- (1947)
- Antología de la nueva poesía negra y malgache en lengua francesa, precedida de Orfeo negro, de Jean-Paul Sartre (1948)
- La bella historia de Leuk la liebre -colaboración- (1953)
- La poesía de la acción, diálogo (1980)
- Damas negras (1986)

## Poesía
La poesía de Senghor sigue vinculada al compromiso de la negritud que desea revalorizar un África desposeída de su lengua y su historia. Para considerar la poesía de Senghor, no se puede disociar al poeta del político. Su escritura de la negritud evoluciona a lo largo de sus colecciones desde la consideración de la cultura negra en sí misma hasta la tendencia a un Absoluto: el advenimiento de una Civilización de lo Universal. Senghor se convirtió en el embajador de un nuevo espíritu que defendía un universo de valores mixtos. Por ejemplo, la colección Éthiopiques (Senghor)|Éthiopiques] asocia una raíz griega aethiops que significa «quemado», «negro» con un espacio geográfico africano.
Senghor define la negritud de forma más subjetiva que Aimé Césaire (que tiene una concepción más política de la misma), y tiene ramificaciones estilísticas: «Estos son los valores fundamentales de la negritud: un raro don de la emoción, una ontología existencial y unitaria, que conduce, a través de un surrealismo místico, a un arte comprometido y funcional, colectivo y actual, cuyo estilo se caracteriza por la imaginería analógica y los paralelos asimétricos» («Liberté 3» p. 469).

### Negritud
En la década de 1930 entabló amistad con otros intelectuales de la diáspora africana, sobre todo a través de la Revue du monde noir y del salón literario de Paulette Nardal. Se codeó con Jean Price Mars, René Maran, Aimé Césaire, Léon-Gontran Damas, Léopold Moumé Etia y otros intelectuales.
Mientras era estudiante, creójunto con el martiniqués Aimé Césaire y el guyanés Léon-Gontran Damas la revista de protesta L'Étudiant noir en 1934. Fue en estas páginas donde expresó por primera vez su concepción de la negritud, concepto introducido por Aimé Césaire, en un texto titulado Négrerie. Césaire la definió así: «La negritud es el simple reconocimiento del hecho de ser negro, y la aceptación de este hecho, de nuestro destino como pueblo negro, de nuestra historia y nuestra cultura». En cuanto a Senghor, afirma: La negritud es el conjunto de valores culturales del mundo negro, tal como se expresa en la vida, las instituciones y las obras de los negros. Digo que es una realidad: un nudo de realidades.}}
En su libro Bergson postcolonial: L'élan vital dans la pensée de Léopold Sédar Senghor et de Mohamed Iqbal (2011), el filósofo senegalés Souleymane Bachir Diagne afirma la existencia de afinidades entre el pensamiento senghoriano, y en particular su concepción de la intuición vinculada a la negritud, y la concepción bergsoniana, enfrentándose así a quienes han criticado a Senghor, como Stanislas Spero Adotevi (Négritude et négrologue, 1970), por considerar que habría adoptado la posición de Lévy-Bruhl sobre el carácter intuitivo del pensamiento prelógico o primitivo. Según la interpretación de Bachir Diagne, la intuición estaría unida a la negritud no en el sentido de que sería una categoría racial, sino más bien una categoría estética, autorizando así a Senghor, en el capítulo «La révolution de 1889», año de publicación del «Essai sur les données immédiates de la conscience  et la civilisation de l'universel» de Ce que je crois (París, 1988), a calificiar a Claudel o Péguy «poetas negros».
La negritud sería criticada, entre otros, por Yambo Ouologuem en El deber de la violencia (1968) y por el concepto de tigritud de Wole Soyinka, Premio Nobel de Literatura en 1986.
En la década de 1960, Aimé Césaire creía que la palabra negritud corría el peligro de convertirse en una noción de divisiones cuando no se la volvía a situar en su contexto histórico de las décadas de 1930 y 1940.